# Pierrot (film, 1917)
Pour les articles homonymes, voir Pierrot.
Pour plus de détails, voir Fiche technique et Distribution.
Pierrot est un film italien réalisé par Diana Karenne, sorti en 1917.

## Fiche technique
- Réalisation : Diana Karenne
- Image : Giorgio Ricci
- Production : David-Karenne Film

## Distribution
- Diana Karenne
- Vittorina Moneta